# Паспорт громадянина Білорусі

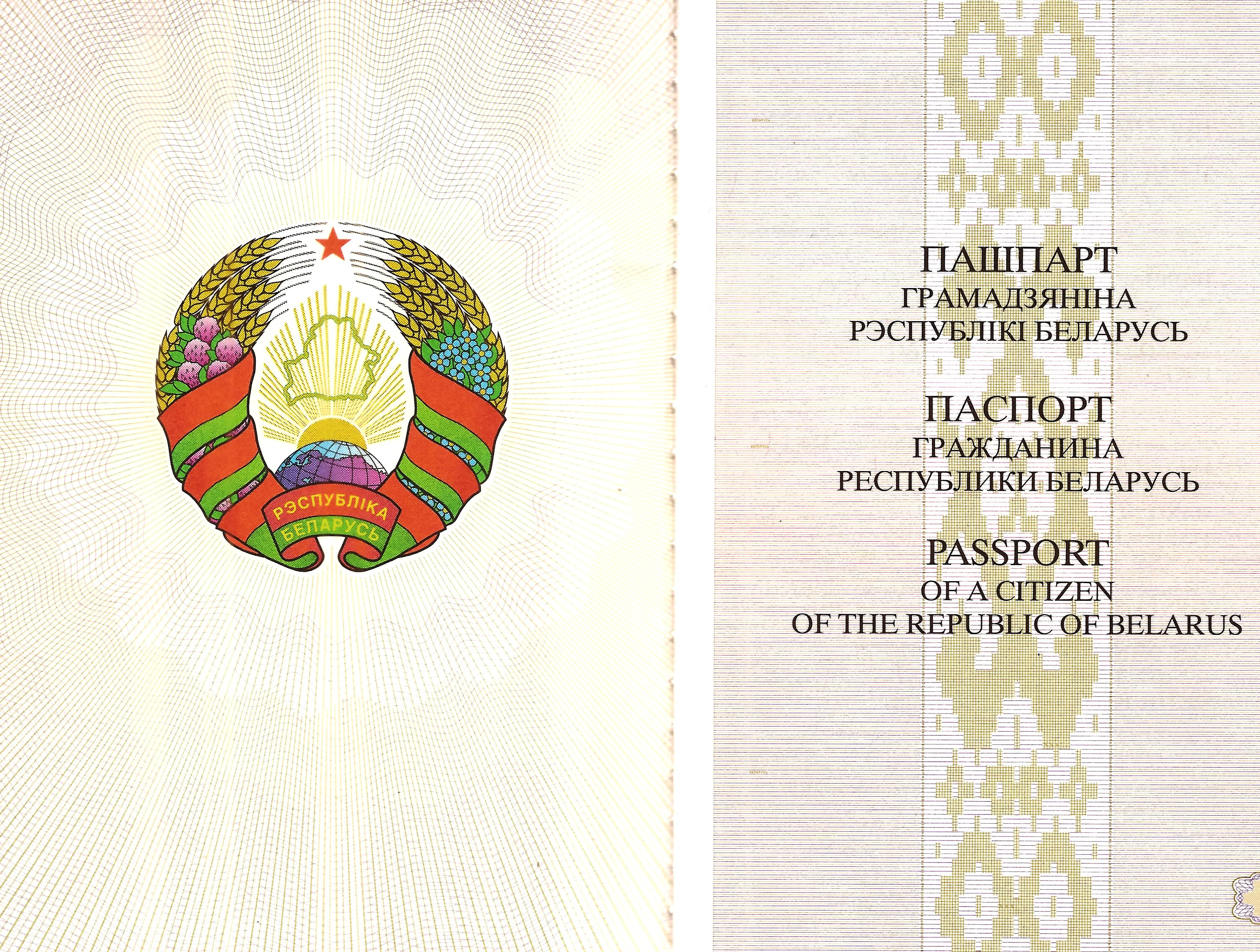
Перша сторінка паспорта з надписами «Паспорт громадянина Республіки Білорусь» білоруською, російською та англійською мовами

Паспорт громадянина Білорусі — документ, що видається громадянам Республіки Білорусь для внутрішнього користування та для здійснення поїздок за кордон. На відміну від України та Росії в Білорусі відсутній внутрішній паспорт. Документ видається Міністерством внутрішніх справ (для громадян, що мешкають в країні) та Міністерством закордонних справ (для громадян, які мешкають за кордоном).
Паспорт має блакитну обкладинку. Паспорт видається громадянам в будь-якому віці. При досягненні 14-річного віку кожен громадянин повинен отримати паспорт. Паспорт видається на 10 років..

## Опис
У паспорт вносяться такі відомості про особу громадянина:
- Прізвище, ім'я, по батькові (якщо таке є);

- Число, місяць, рік народження;

- Місце народження;

- Ідентифікаційний номер;

- Стать.

У паспорті повинен бути підпис власника, підпис посадової особи та найменування органу, який оформив паспорт, а також дата видачі паспорта і термін його дії.
Також вносяться позначки про дітей власника паспорта, які не досягли 16-річного віку відповідно до законодавства.
Вноситься відмітка про вступ в шлюб.
З вересня 2023 року було заборонено видавати паспорти білорусам за кордоном.

## Візові вимоги
У 2017 році власники паспорту могли їздити без отримування візи до 71 країни. Це ставило білоруський паспорт на 52 місце у рейтингу паспортів світу.

## Серії
- AB — Берестейська область;
- BM — Вітебська область;
- HB — Гомельська область;
- KH — Гродненська область;
- MP — місто Мінськ;
- MC — Мінська область;
- KB — Могильовська область;
- PP — паспорти, що видані Міністерством закордонних справ.